# Baccaurea angulata
Baccaurea angulata är en emblikaväxtart som beskrevs av Elmer Drew Merrill. Baccaurea angulata ingår i släktet Baccaurea och familjen emblikaväxter. Inga underarter finns listade i Catalogue of Life.